# Stélios Malezás
Stylianós Malezás (en grec : Στυλιανός Μαλεζάς), souvent appelé Stélios Malezás (Στέλιος Μαλεζάς ; né le 11 mars 1985 à Katerini en Macédoine-Centrale) est un footballeur international grec devenu entraîneur.

## Biographie

### Club
Il commence sa carrière senior à l'AEP Katerini puis part évoluer pour le PAOK Salonique en 2003, avec qui il signe son premier contrat professionnel. Il y évolue en tant que défenseur central, après avoir évolué en tant que milieu de terrain. 
Lors de la saison 2008-2009, il obtient sa place dans l'équipe titulaire, et fait de nombreuses apparitions dans le onze de départ. Le 6 février 2009, il signe un nouveau contrat avec le PAOK FC, qui le reconduit au club jusqu'en 2013. En 2012, il signe pour le Fortuna Düsseldorf, où il passe deux saisons, avant de retourner en Grèce en 2014 à la suite de son transfert au Panetolikós FC.

### Sélection
Le 28 février 2010, il est appelé en équipe de Grèce lors d'un match amical contre le Sénégal. Le 1er juin, il est annoncé comme faisant partie de la liste finale des 23 joueurs grecs appelés pour disputer la coupe du monde 2010.

### Palmarès
PAOK Salonique
- Coupe de Grèce : 2017 et 2018
- Championnat de Grèce : Vice-champion : 2017